# 韓國宗教
韓國宗教（2024年）

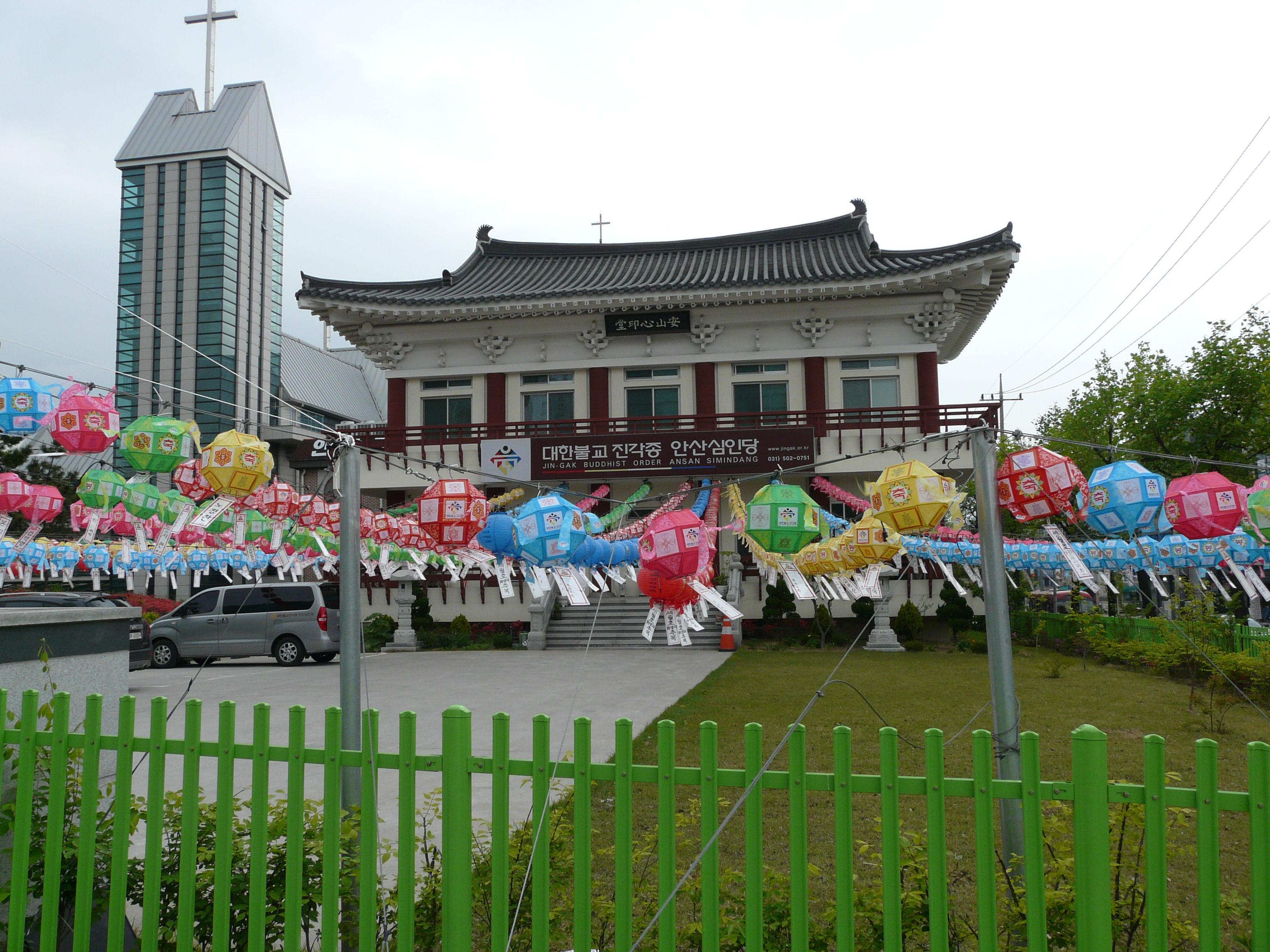
京畿道安山市的佛教寺廟和基督教禮拜堂

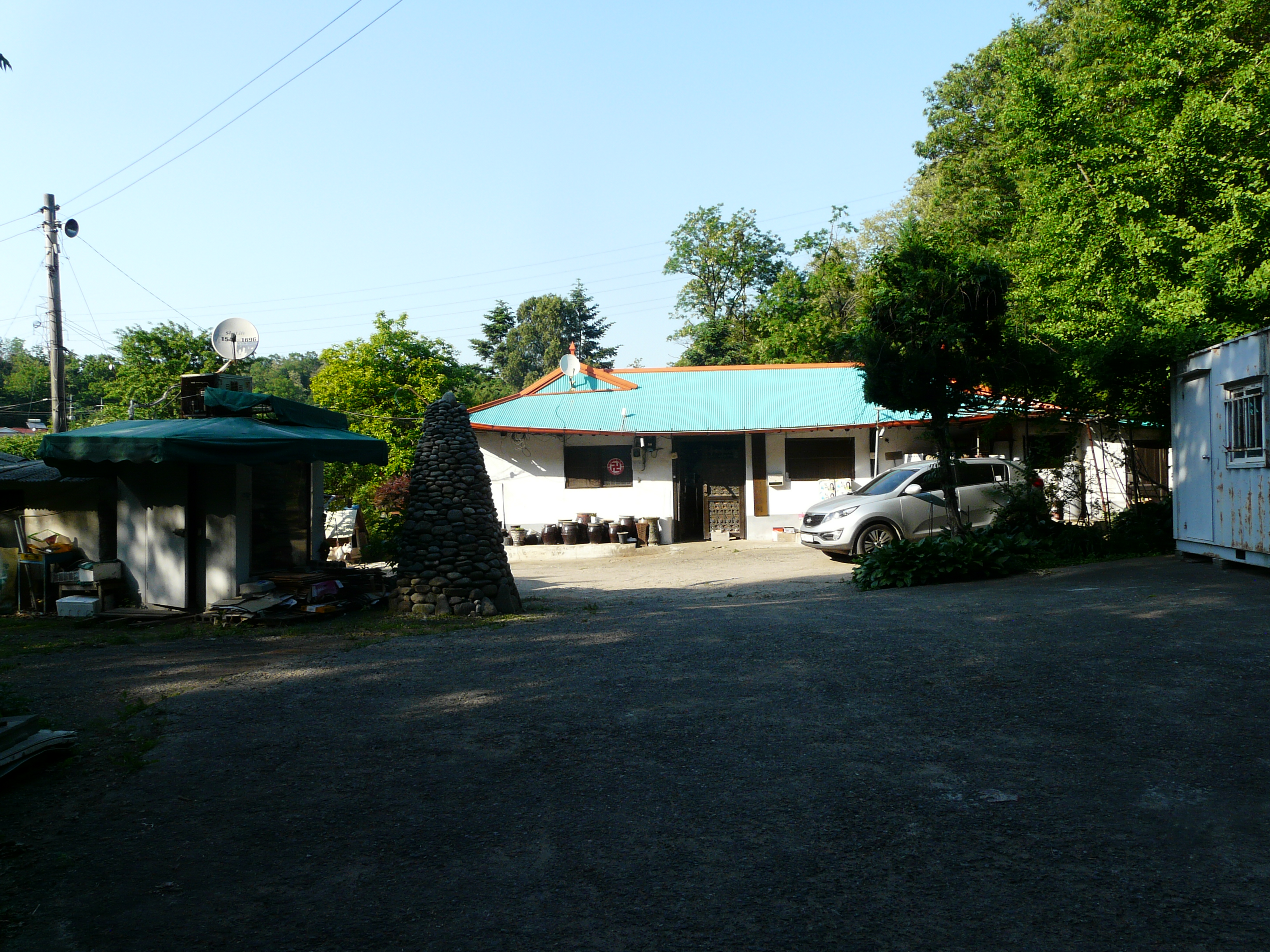
安山市的薩滿教神殿

韓國宗教多元，《韓國憲法》保障國民的宗教信仰自由，逾半數的韓國人（2015年統計為56.1％）無特定的信仰；韓國人最主要信仰的宗教有新教、佛教和天主教。根據2024年進行的韓國全國人口普查，20％的人口為信仰新教，17％為佛教徒，11％信仰天主教。新教與天主教的基督徒加總佔韓國人口中33％，以此來看基督教即為韓國人信仰的最大宗。儒學和佛教在古代朝鮮有影響力，基督宗教在十八世紀和十九世紀發展，到了20世紀中葉，基督徒快速增長。信仰韓國傳統宗教巫教的人数也呈现上升趋势。

## 人口統計
| 宗教             | 1950-1962 | 1950-1962 | 1985 | 1985  | 1995       | 1995  | 2005       | 2005  | 2015       | 2015  |
| 宗教             | 人數      | %         | 人數 | %     | 人數       | %     | 人數       | %     | 人數       | %     |
| ---------------- | --------- | --------- | ---- | ----- | ---------- | ----- | ---------- | ----- | ---------- | ----- |
| 基督教總體       | -         | 5-8%      | -    | 20.7% | 11,390,000 | 26.0% | 13,461,000 | 29.2% | 13,566,000 | 27.6% |
| 基督教（新教）   | -         | 2.8%      | -    | 16.1% | 8,505,000  | 19.4% | 8,446,000  | 18.3% | 9,676,000  | 19.7% |
| 基督教（天主教） | -         | 2.2%      | -    | 4.6%  | 2,885,000  | 6.6%  | 5,015,000  | 10.9% | 3,890,000  | 7.9%  |
| 佛教             | -         | 2.6%      | -    | 19.9% | 10,154,000 | 23.2% | 10,588,000 | 22.8% | 7,619,000  | 15.5% |
| 其他             | -         | 92.4%     | -    | 2.1%  | -          | 1.2%  | -          | 1%    | -          | -     |
| 無宗教           | -         | -         | -    | 57.3% | -          | 49.6% | -          | 47,2% | -          | 56.9% |

| 行政區         | 韓國佛教 | 新教  | 天主教 | 無宗教或其他 |
| -------------- | -------- | ----- | ------ | ------------ |
| 首爾           | 10.8%    | 24.2% | 10.7%  | 53.6%        |
| 釜山廣域市     | 28.5%    | 12.1% | 5.4%   | 53.1%        |
| 大邱廣域市     | 23.8%    | 12.0% | 7.7%   | 55.8%        |
| 仁川廣域市     | 8.8%     | 23.1% | 9.5%   | 57.9%        |
| 光州廣域市     | 9.5%     | 20.0% | 8.6%   | 61.1%        |
| 大田廣域市     | 14.0%    | 21.8% | 7.4%   | 56.2%        |
| 蔚山廣域市     | 29.8%    | 10.9% | 4.2%   | 54.5%        |
| 京畿道         | 10.7%    | 23.0% | 9.0%   | 56.7%        |
| 江原道         | 16.4%    | 17.5% | 6.7%   | 58.7%        |
| 忠清北道       | 16.4%    | 15.8% | 7.4%   | 60.0%        |
| 忠清南道       | 13.8%    | 20.7% | 6.2%   | 58.7%        |
| 全羅北道       | 8.6%     | 26.9% | 7.6%   | 55.0%        |
| 全羅南道       | 10.9%    | 23.2% | 5.6%   | 59.3%        |
| 慶尚北道       | 25.3%    | 13.3% | 5.2%   | 55.4%        |
| 慶尚南道       | 29.4%    | 10.5% | 4.2%   | 55.1%        |
| 濟州特別自治道 | 23.4%    | 10.0% | 7.9%   | 58.0%        |
| 韓國全國       | 15.5%    | 19.7% | 7.9%   | 56.1%        |

| 佛教宗派        | 寺廟數量（%） |
| 曹溪宗(조계종)  | 735 (81%)     |
| 天台宗 (천태종) | 144 (16%)     |
| 太古宗 (태고종) | 102 (11%)     |
| 法華宗 (법화종) | 22 (2%)       |
| 禪學院 (선학원) | 16 (2%)       |
| 元曉宗 (원효종) | 5 (1%)        |
| 其他            | 27 (3%)       |

## 主要宗教

### 基督宗教
韓國的基督教主要是新教和天主教；2015年人口普查中，新教信徒為970萬，天主教信徒390萬。除了西方教會外，韓國也有19世紀從俄羅斯傳入的東正教的信徒及耶穌基督後期聖徒教會的信徒。天主教的傳教士在1794年才到達朝鮮，在朝鮮外交官李承薰回到朝鮮的十年後。新教的傳教士在1880年帶抵達朝鮮王朝，他們和天主教傳教士使大量朝鮮人信仰基督宗教。衛理會和長老會在韓國建立了學校、醫院和孤兒院，對於韓國現代化建設中發揮了重要作用。
日佔時期，韓國基督徒在爭取獨立中發揮重要角色。促使新教信徒成長快速的因素包括韓國佛教腐敗的狀態、知識分子精英的支持、韓國教會成員對自立和自治的鼓勵，以及提倡朝鮮民族主義。在兩韓分治前，大批基督徒生活在朝鮮半島北方，儒家思想的影響力不如朝鮮半島南方強。1948年以前平壤是一個重要的基督宗教的信仰中心。在朝鮮半島北方建立共產主義政權之後，估計有超過一百萬韓國基督徒逃到朝鮮半島南方去躲避北朝鮮對基督教的迫害。基督宗教在1970年代和1980年代信仰人數大幅增長。1990年代繼續增長，但速度緩慢，自進入二十一世紀後人數有所下降。但若以數據論，因基督教人數與比例仍持續成長，故帳面上的人數下降主要歸因於天主教會的衰退。
基督宗教在包括首爾、仁川、京畿道和湖南地方在內的地區為重要信仰。韓國的基督教信仰主要有四種教派：長老會、衛理會、浸信會和天主教。汝矣島純福音教會是韓國最大的五旬節派教會。韓國天主教信徒仍可以保有傳統祭祖的儀式，和華人世界的天主教徒遵循的利瑪竇規矩一樣；相反地新教信徒完全揚棄了祭祖的儀式。

#### 耶穌基督後期聖徒教會
名“耶穌基督後期聖徒教會”由美國人小約瑟·斯密所創，斯密說他得到一位名叫摩門的先知開示，並將此節錄而成《摩門經》，創立了以基督為教會核心，為基督再臨做準備的教會，斯密相信教會需有先知來帶領，稱為福音期，也相信基督再臨的世代為後期，故稱為「耶穌基督後期聖徒教會」。外界給教會的暱稱「摩門教」得名於摩門經，但這種《摩門經》的說法不被新教及天主教所接受，被視為異端。
在韓國，摩門教是1951年第一個韓國人金浩稙在進行摩門教洗禮之後建立發展起來的。截至2012年，首爾共有81628個教徒和一個摩門教禮拜堂，當地傳道部有負責四個傳道區（首爾、首爾南部、大田和釜山）。

### 佛教
佛教於朝鮮三國時期由中國傳入，對新羅和高麗王朝的文化有重要影響且成為這兩個朝代的主要宗教。佛教在韓國嶺南地區、江原道和濟州島影響深遠。曹溪宗為韓國佛教的主要宗派，大部分韓國佛寺屬於曹溪宗，包含著名的佛寺佛國寺和梵魚寺。韓國其他的傳統佛教宗派包括太古宗和天台宗。

#### 圓佛教
圓佛教是一個韓國佛教的近代宗派。圓佛教將佛教經文和儀式精簡化，他們講究無論智愚、貧富、貴賤等任何人，都能理解佛教。

## 朝鮮傳統宗教

### 朝鮮巫教（韓國薩滿教）
朝鮮巫教為朝鮮的本土宗教。朝鮮語稱薩滿教男性祭司為baksu，女性祭司為巫堂（무당）或巫（무）。其角色為聯繫人和神或亡靈的仲介，透過進行「庫」(굿)的宗教儀式來解決人信徒的問題。1890年代，基督新教傳教士逐漸影響朝鮮，並開始對朝鮮巫教信仰妖魔化，甚至還進行了對朝鮮巫教的打壓。在日本殖民時期和朴正熙總統執政期間，朝鮮巫教受到嚴重壓制直到全斗煥政府上台才得到喘息並迅速發展。

### 天道教

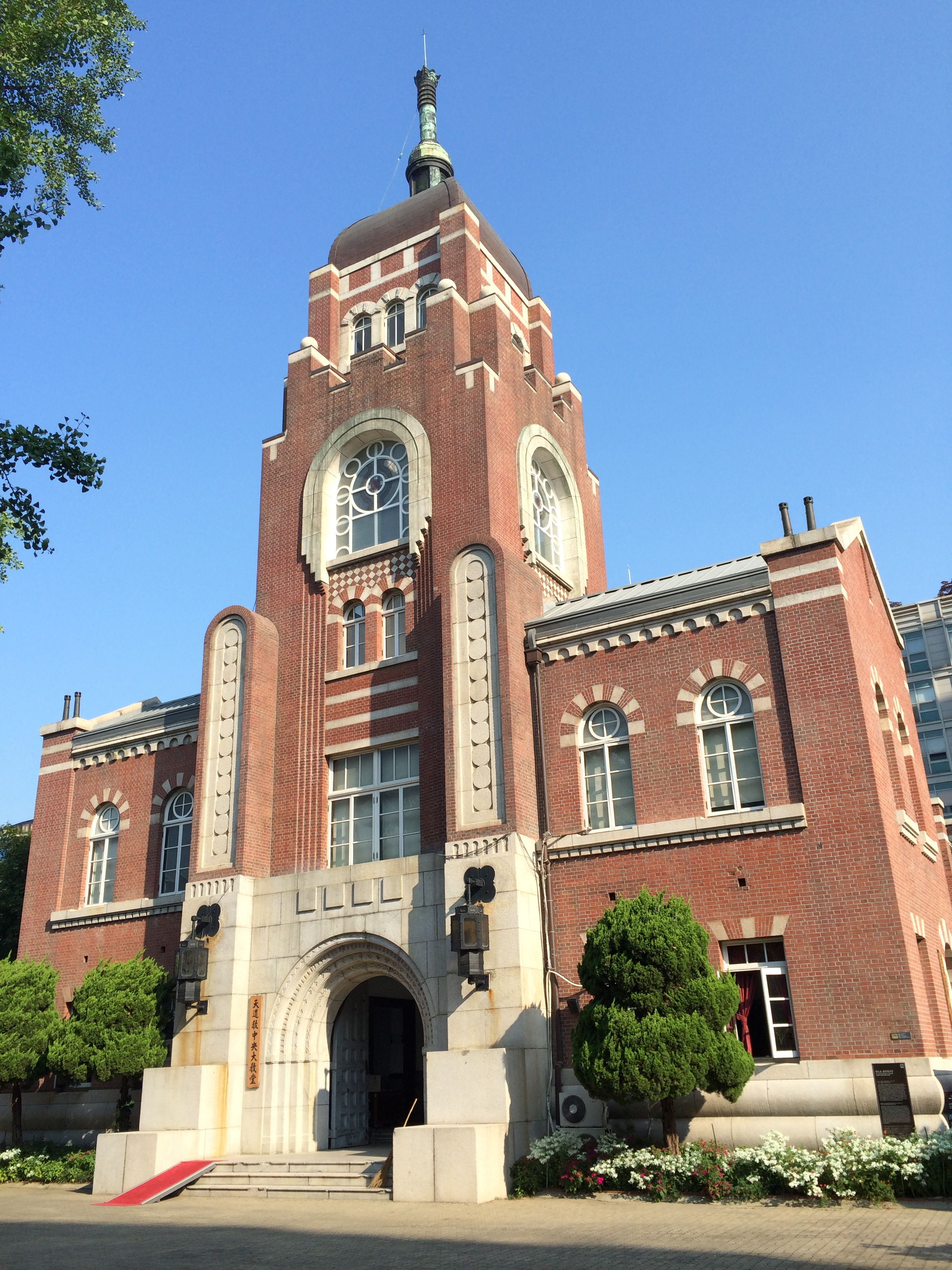
天道教中央大教堂

天道教前身是19世纪中叶西学东进时期出现于朝鲜半岛的东学教，1906年由东学第三任教主孙秉熙改组为近代宗教，总部位于韩国首尔天道教中央大教堂。
天道教核心教理是“人乃天”。天道教认为天主存在于每个人的心中，否定来世的存在，通过“辅囯安民”、“布德天下”，“广济苍生”，从而“后天开辟”一个万物和谐、“同归一体”的“地上天国”。

## 其它宗教

### 道教和中國民間信仰

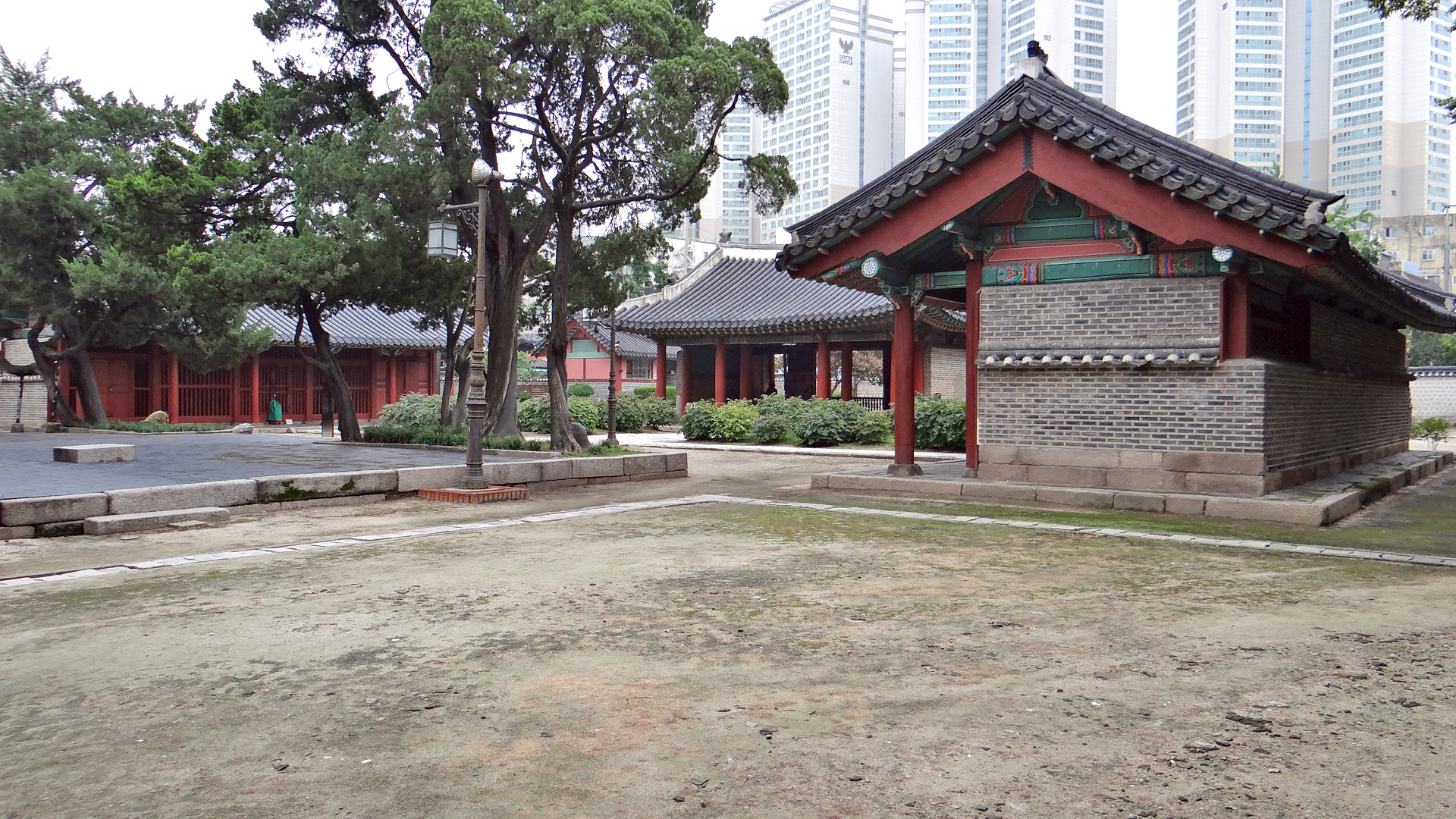
首爾東關王廟

中國和韓國自古以來交流頻繁，在古代派駐到朝鮮的中國官員及其家眷帶來了中國民間信仰和道教信仰，在朝鮮建有中國民間信仰的廟宇。現在韓國信仰中國民間信仰和道教的信徒主要為韓國華人。

### 伊斯蘭教
伊斯蘭教在韓國由大約有40000名信徒，大部分在韓國的穆斯林是從南亞、西亞、印度尼西亞和馬來西亞到韓國工作的外籍移工，本地韓國人穆斯林不到30000人。韓國最大的清真寺為首爾中央清真寺，其他城市也有小型的清真寺。

### 猶太教
猶太人在1950年韓戰時隨駐韓美軍來到韓國，許多猶太裔美軍士兵來到了朝鮮半島。猶太社群在韓國規模非常小，只分布於首爾地區。韓國人信仰猶太教（유태교）的人很少。

### 印度教
韓國的印度教信徒徒主要為居住在韓國的印度和尼泊爾僑民。然而，印度教的傳統，如瑜伽和吠檀多，引發韓國人對印度文化的興趣。在首爾地區有兩座印度教廟宇。